# 本多忠敞
本多 忠敞（ほんだ ただひさ）は、江戸時代中期の大名。名は忠敝とも。下総国古河藩の第2代藩主、石見国浜田藩の初代藩主。官位は従五位下・美濃守、中務大輔。忠勝系本多家宗家9代。

## 生涯
老中などを務めた本多忠良の長男。
宝暦元年（1751年）に父・忠良の死去により家督相続。宝暦9年（1759年）、古河から石見浜田へ移封となるが、直後に33歳で死去した。家督は養子・忠盈（真田信弘の6男）が継いだ。

## 系譜
父母
- 本多忠良（父）

正室
- 牧野貞通の娘

子女
- 本多忠粛（長男）
- 本多忠盈正室
- 於歌 ー 植村家久正室のち三浦前次継室

養子
- 本多忠盈 ー 真田信弘の六男